# 사랑하지 않을래 (장덕의 노래)
<사랑하지 않을래>는 대한민국의 여성 싱어송라이터 장덕에 의해 작사 · 작곡된 곡이다. 장덕의 두번째 정규 음반 《사랑하지 않을래》의 동명 타이틀곡이며 A면 2번 트랙으로 발표되었다. 멜로디와 가사는 향수를 느끼게 하는 전형적인 1980년대 풍의 곡이지만 신디사이저를 사용한 펑키하고 그루비한 분위기는 그 시절을 보내지 않은 사람들에게도 충분히 신선함을 선사한다. 가사는 감당하지 못 할 사랑의 아픔 속에서 헤어진 후에도 다신 그 누구도 사랑하지 않겠다고 약속하며 이별을 고하는 내용을 담고 있다. 지난 2013년 3월 16일 KBS 2TV 불후의 명곡: 전설을 노래하다 故 장덕 편'에서 브라운 아이드 걸스의 나르샤는 마니아틱한 선곡 센스를 보여주며 펑키하고 발랄한 이미지로 변신, 마돈나의 곡 <Hung Up>의 멜로디를 가미한 편곡으로 <사랑하지 않을래>를 불러 왁스를 꺾고 1승을 거둔 바 있다.

## 리메이크 버전
- 2013년 3월 16일 브라운아이드걸스의 나르샤가 KBS 2TV 불후의 명곡: 전설을 노래하다 故 장덕 편'에서 라이브 리메이크 한 바 있다. - Youtube